# Coup de foudre par SMS
 (juillet 2018).
Si vous disposez d'ouvrages ou d'articles de référence ou si vous connaissez des sites web de qualité traitant du thème abordé ici, merci de compléter l'article en donnant les références utiles à sa vérifiabilité et en les liant à la section « Notes et références ».
Pour plus de détails, voir Fiche technique et Distribution.
Coup de foudre par SMS (titre allemand : SMS für Dich) est un film d'amour dramatique réalisé par Karoline Herfurth et sorti le 15 septembre 2016.
Il s'agit de l'adaptation d'un roman de Sofie Cramer (de) publié en 2009, SMS für Dich.

## Synopsis
Clara Sommerfeld, auteure à succès de livres pour enfants, perd son fiancé Ben dans un accident. Revenue vivre à Berlin en colocation avec sa meilleure amie Katja deux ans plus tard, elle n'arrive toujours pas à retrouver l'inspiration. Elle se console en envoyant des SMS à Ben (son fiancé décédé) mais elle ignore que le numéro vient d'être réattribué à Mark Zimmermann, un journaliste sportif qui ne s'intéresse pas à sa compagne.

## Fiche technique
- Titre original : SMS für Dich
- Titre francophone : Coup de foudre par SMS
- Réalisation : Karoline Herfurth
- Scénario : Andrea Wilson, Sofie Cramer, Malre Welding, Sophie Kluge, Anika Decker et Karoline Herfurth
- Photographie : Anne Wilk, Andreas Berger
- Montage : Simon Gstottmayr
- Direction artistique : Daniel Nicodème
- Version française : Nice Fellow
- Décors : Mélanie Raab
- Costumes : Lisy Christil, Sandra Klaus
- Maquilleurs : Sabine Schumann, Jan Kempes-Odemski, Jens Bartram
- Chorégraphe : Manuel-Joël Mandon
- Son : Dirk Teo Schäfer
- Distribution des rôles : Daniela Tolken (BVC)
- Scripte : Falk Schwalbe
- Musique : Annette Focks
- Production : Christopher Doll & Lothar Hellinger
- Société de production : Warner Bros
- Société de distribution :
- Sociétés d'effets spéciaux : SFX department Berlin
- Budget :
- Pays d'origine :  Allemagne
- Genre : Film d'amour, drame
- Langue originale : Allemand
- Format :
- Durée : 107 minutes
- Date de tournage : 12 octobre 2015 au 3 décembre 2015 à Berlin en Brandebourg (Allemagne)
- Dates de sortie : 
  - Allemagne : (avant-première : 6 septembre 2016), 15 septembre 2016
  - France :
- Nombre d'entrées : 
  - Allemagne : 738 601 entrées (2016)
- Box-Office :  
  - Allemagne : 5 900 000 Euros

## Distribution
| Acteur                 | Acteur                | Personnages                 | Doublage        |
| ---------------------- | --------------------- | --------------------------- | --------------- |
| Drapeau de l'Allemagne | Karoline Herfurth     | Clara Sommerfeld            | Helena Copejans |
| Drapeau de l'Allemagne | Friedrich Mücke       | Mark Zimmermann             | Marc Weiss      |
| Drapeau de l'Allemagne | Nora Tschirner        | Katja                       | Maia Baran      |
| Drapeau de l'Allemagne | Frederick Lau         | David                       | Philippe Allard |
| Drapeau de l'Allemagne | Katja Riemann         | Henriette Boot              |                 |
| Drapeau de l'Iran      | Enissa Amani          | Niki                        |                 |
| Drapeau de l'Allemagne | Friederike Kempter    | Fiona                       | Sandrine Henry  |
| Drapeau de la Bulgarie | Samuel Finzi          | Wortmann                    |                 |
| Drapeau de l'Allemagne | Uwe Preuss            | Eric                        |                 |
| Drapeau de l'Allemagne | Cordula Stratmann     | UIF Volkovicz               |                 |
| Drapeau de l'Allemagne | Tom Beck              | Jonathan                    |                 |
|                        | Janna Horstmann       | Pia                         |                 |
| Drapeau de l'Allemagne | Rasmus Borowski       | Martin                      |                 |
|                        | Sebastian Fräsdorf    | Lasse                       |                 |
| Drapeau de l'Allemagne | Florian Stetter       | Ben                         |                 |
| Drapeau de l'Allemagne | Angelika Böttiger     | La femme dans le métro      |                 |
|                        | Steffen Woldt         | Le journaliste              |                 |
|                        | Caroline Erfurth      | La journaliste              |                 |
|                        | Laila Fischer         | La chanteuse d'opéra        |                 |
|                        | Nina Fesenko          | La danseuse d'opéra         |                 |
|                        | Michael Buchner       | Le danseur d'opéra          |                 |
|                        | Tarja Wündrich        | Félicie                     |                 |
|                        | Cornelia Eger         | La chargée de communication |                 |
|                        | Tobias Kasimirowicz   | Le régisseur Anton Schnabel |                 |
|                        | Paul Walther (acteur) | Le chanteur du groupe       |                 |
|                        | Renate M. Prack       | La vieille dame à l'opéra   |                 |
|                        | Karsten Bliss         | L'agent immobilier          |                 |
|                        | Sascha Von Hinrichs   | Le collège de Mark          |                 |